# Rose-Marie Huuva
Ragnel Rose-Marie Huuva, född 13 juli 1943 i Jukkasjärvi, Norrbottens län, är en svensk-samisk poet samt textil- och bildkonstnär. Hon har bland annat utformat stora applikationer av kläden med framträdande tenntrådsinslag.

## Biografi
Rose-Marie Huuva föddes 1943 i Rensjön, Gabna sameby i Jukkasjärvi. Hon debuterade 1999 med diktsamlingen Galbma rádná ("Kall kamrat") som hon blev nominerad till Nordiska rådets litteraturpris 2001 för.  År 2003 tilldelades hon kulturstipendiet Rubus arcticus.
Hennes dikter blev också översatt till isländska och finska samt till tyska.